# Hechtsbergit
Hechtsbergit ist ein sehr selten vorkommendes Mineral aus der Mineralklasse der „Phosphate, Arsenate und Vanadate“ mit der chemischen Zusammensetzung Bi2[O|OH|VO4] und ist damit chemisch gesehen ein Bismut-Vanadat mit zusätzlichen Sauerstoff- und Hydroxidionen.
Hechtsbergit kristallisiert im monoklinen Kristallsystem, entwickelt jedoch nur winzige, idiomorphe Kristalle und Mineral-Aggregate bis etwa 0,2 mm Durchmesser. Das Mineral ist von brauner Farbe, hinterlässt allerdings auf der Strichtafel einen gelben Strich. Die Oberflächen der durchsichtigen bis durchscheinenden Kristalle weisen einen diamantähnlichen Glanz auf.

## Etymologie und Geschichte

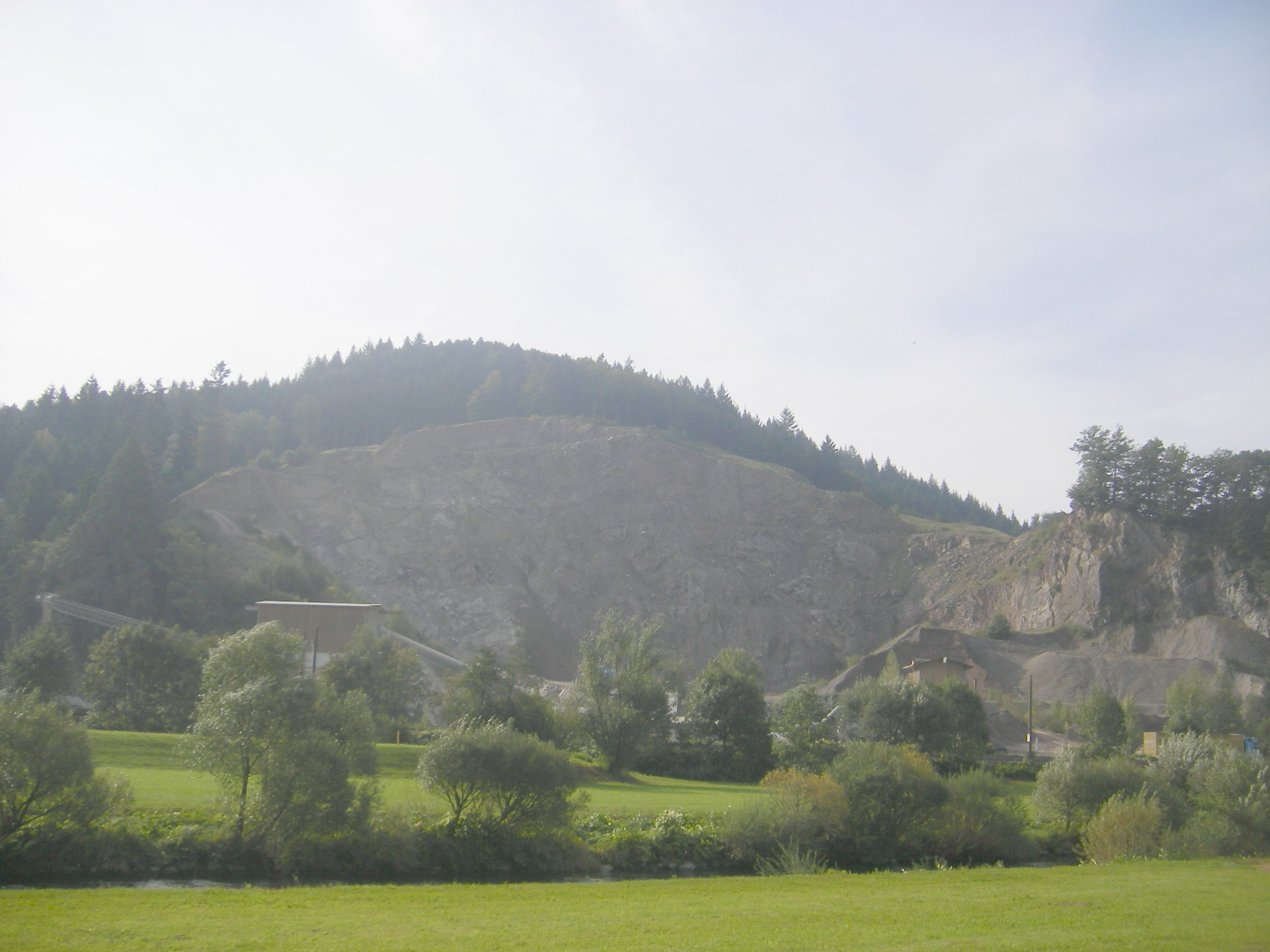
Steinbruch Hechtsberg (Hausach)

Erstmals entdeckt wurde das Hechstbergit im gleichnamigen Steinbruch Hechtsberg bei Hausach im Ortenaukreis von Baden-Württemberg. Die Analyse und Erstbeschreibung erfolgte durch Werner Krause, Heinz J. Bernhardt, G. Blass, H. Effenberger, H.-W. Graf, die das Mineral nach dessen Typlokalität benannten und ihre Ergebnisse sowie den gewählten Namen 1995 zur Prüfung bei der International Mineralogical Association (IMA) einreichten (interne Eingangs-Nr. der IMA: 1995-050). Nach Anerkennung als eigenständige Mineralart erfolgte die Publikation der Erstbeschreibung zum Hechtsbergit 1997 im Wissenschaftsmagazin Neues Jahrbuch für Mineralogie, Monatshefte.
Das Typmaterial des Minerals wird im Mineralogischen Institut der Ruhr-Universität Bochum aufbewahrt.

## Klassifikation
Da der Hechtsbergit erst 1995 als eigenständiges Mineral anerkannt wurde, ist er in der seit 1977 veralteten 8. Auflage der Mineralsystematik nach Strunz noch nicht verzeichnet. Einzig im Lapis-Mineralienverzeichnis nach Stefan Weiß, das sich aus Rücksicht auf private Sammler und institutionelle Sammlungen noch nach dieser alten Form der Systematik von Karl Hugo Strunz richtet, erhielt das Mineral die System- und Mineral-Nr. VII/B.30-03. In der „Lapis-Systematik“ entspricht dies der Klasse der „Phosphate, Arsenate und Vanadate“ und dort der Abteilung „Wasserfreie Phosphate, mit fremden Anionen F,Cl,O,OH“, wo Hechtsbergit zusammen mit Atelestit, Petitjeanit, Preisingerit, Schlegelit, Schumacherit und Smrkovecit eine eigenständige, aber unbenannte Gruppe bildet (Stand 2018).
Die seit 2001 gültige und von der IMA bis 2009 aktualisierte 9. Auflage der Strunz’schen Mineralsystematik ordnet den Hechtsbergit ebenfalls in die Abteilung der „Phosphate usw. mit zusätzlichen Anionen; ohne H2O“ ein. Diese ist allerdings weiter unterteilt nach der relativen Größe der beteiligten Kationen und dem Stoffmengenverhältnis der zusätzlichen Anionen (OH etc.) zum Phosphat-, Arsenat- beziehungsweise Vanadatkomplex (RO4), so dass das Mineral entsprechend seiner Zusammensetzung in der Unterabteilung „Mit ausschließlich großen Kationen; (OH, etc.) : RO4 ≥ 1 : 1“ zu finden ist, wo es nur noch zusammen mit Atelestit und Smrkovecit die „Atelestitgruppe“ mit der System-Nr. 8.BO.15 bildet.
Auch die vorwiegend im englischen Sprachraum gebräuchliche Systematik der Minerale nach Dana ordnet den Hechtsbergit in die Klasse der „Phosphate, Arsenate und Vanadate“ und dort in die Abteilung der „Wasserfreie Phosphate etc., mit Hydroxyl oder Halogen“ ein. Hier ist er zusammen mit Smrkovecit in der „Smrkovecitgruppe“ mit der System-Nr. 41.11.06 innerhalb der Unterabteilung „Wasserfreie Phosphate etc., mit Hydroxyl oder Halogen mit verschiedenen Formeln“ zu finden.

## Chemismus
Die Elektronenstrahlmikroanalyse ergaben eine durchschnittliche Zusammensetzung von 83,02 Gew.-% Bi2O3, 15,18 Gew.-% V2O5, 0,52 Gew.-% As2O5 und 1,59 Gew.-% H2O (berechnet).
Auf der Basis von 6 Sauerstoffatomen wurde die empirische Formel Bi2,03O1,08(OH)1,01(VO4)0,95(AsO4)0,03 errechnet und zu Bi2O(OH)(VO4) idealisiert.

## Kristallstruktur
Hechtsbergit kristallisiert monoklin in der Raumgruppe P21/c (Raumgruppen-Nr. 14) mit den Gitterparametern a = 6,791(1) Å; b = 7,535(1) Å; c = 10,881(1) Å und β = 107,00(1)° sowie 4 Formeleinheiten pro Elementarzelle.

## Eigenschaften
Mit einer Mohshärte von 4,5 gehört Hechtsbergit zu den mittelharten Mineralen, die sich ähnlich wie die Referenzminerale Fluorit (Härte 4) und Apatit (Härte 5) mit einem Taschenmesser gut bis gerade noch ritzen lassen. Hechtsbergit besitzt keine Spaltbarkeit und bricht muschelig wie Glas.
Aufgrund der geringen Probengrößen des Minerals konnte dessen Dichte bisher nur rechnerisch anhand der ermittelten Kristalldaten bestimmt werden. Sie beträgt für Hechtsbergit 6,87 g/cm3.
Hechtsbergit ist bereits in verdünnter Salzsäure leicht löslich.

## Bildung und Fundorte

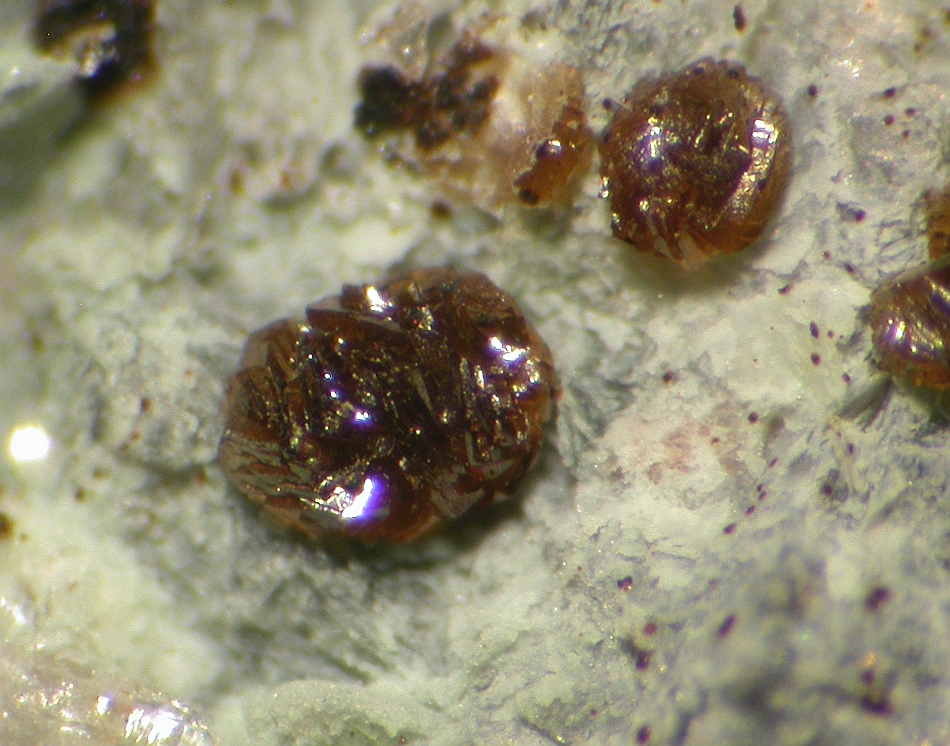
Hechtsbergit in bräunlichen Kristallaggregaten aus der Typlokalität Steinbruch Hechtsberg (Sichtfeld 4 mm)

Hechtsbergit bildete sich in winzigen Hohlräumen in Gneis, das an dessen Typlokalität im Steinbruch Hechtsberg bei Hausach als Straßenbelag abgebaut wird. Als Begleitminerale können unter anderem Beyerit, Bismutit, Chrysokoll, Eulytin, Klinobisvanit, Mixit, Namibit und Waylandit auftreten.
Als sehr seltene Mineralbildung ist Hechtsbergit bisher nur in wenigen Proben aus weniger als 10 Fundorten bekannt (Stand 2018). In Deutschland wurde das Mineral außer an der genannten Typlokalität nur noch in der Grube Clara bei Oberwolfach, einer Nachbargemeinde von Hausach in Baden-Württemberg, sowie im Steinbruch Oberbaumühle bei Windischeschenbach im Oberpfälzer Landkreis Neustadt an der Waldnaab (Bayern) gefunden.
Europaweit fand man Hechtsbergit noch in den Uran-Wismut-Silber-Lagerstätten der ehemaligen Siedlung Smrkovec (deutsch: Schönficht) in Tschechien.
Weltweit kennt man das Mineral nur noch aus der Kupfer-Lagerstätte der Wombat Hole-Prospektion beziehungsweise Wombat Hole Mine in der Schlucht von Morass Creek bei Benambra im australischen Verwaltungsgebiet East Gippsland Shire (Victoria), der Lavra da Posse (auch Posse Mine) bei São José de Brejaúba im brasilianischen Bundesstaat Minas Gerais sowie in Mineralproben aus einem lithiumreichen Pegmatit bei Nagatare in der Präfektur Fukuoka auf der japanischen Insel Kyūshū.